# Milan Moguš

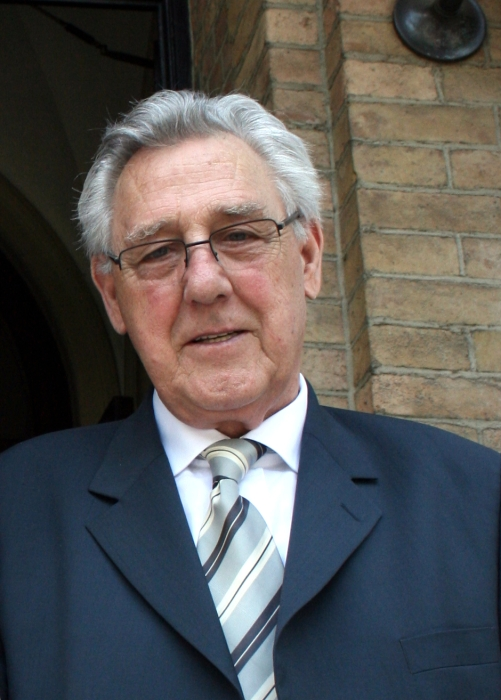
Milan Moguš im Jahr 2008

Milan Moguš (* 27. April 1927 in Senj; † 19. November 2017 in Zagreb) war ein jugoslawischer bzw. kroatischer Sprachwissenschaftler und Linguist. Er ist Autor von sechs Wörterbüchern und 270 wissenschaftlichen Werken. 

## Leben
Milan Moguš besuchte Grundschule und Gymnasium in seinem Geburtsort Senj. Er diplomierte in Kroatischer Sprache und Literatur an der Philosophischen Fakultät der Universität Zagreb. Moguš arbeitete von 1961 bis 1963 als Lektor an der Universität Warschau. Er promovierte 1962 in Zagreb in Philologie und wurde 1969 Professor an der philosophischen Fakultät in Zagreb, wo er zwei Jahre lang Vizedekan war.
Moguš unterrichtete als Gastprofessor an der Universität Köln und der Universität Mannheim. Er war Mitglied der Central European Academy of Science and Art (1997–2017), der Kroatischen Akademie der Wissenschaften und Künste (2003–2010) und Präsident der Kroatischen Kommission für die UNESCO (1998–2002).

## Auszeichnungen
- Božidar-Adžija-Preis für wissenschaftliche Wirkung (1990)
- Ehrendoktortitel von Universität Rijeka (1995)
- Orden der Danica Hrvatska für seinen wissenschaftlichen Werken (1996)
- Ehrendoktortitel von Universität Osijek (1997)
- kroatische Stattpreis für Lebenswerk (1998)
- Ljudovit-Štur-Goldmedaille die Slowakische Akademie der Wissenschaften (1998)
- Verdienstorden der Republik Polen (1998)
- Goldenes Wappen die Stadt Split (2001)